# 羅氏鹽膚木
羅氏鹽膚木（學名：Rhus chinensis var. roxburghii），又名「山埔鹽」、「山鹽青」和「臺灣鹽麩子」。分布於中國大陸、臺灣、韓國、中南半島與印度等地。生長範圍從海拔1200公尺到2100公尺，其果實於每年12月到隔年1月成熟。
台灣常見生長於全島低致中海拔山區林下或潮濕地。羅氏鹽膚木的生長適應範圍很廣，從平地至中海拔山區之間曠地均可見其生長分布，喜生長於陽光充足的地方。羅氏鹽膚木冬天葉會轉黃至變為紅色，為紅葉植物之一。

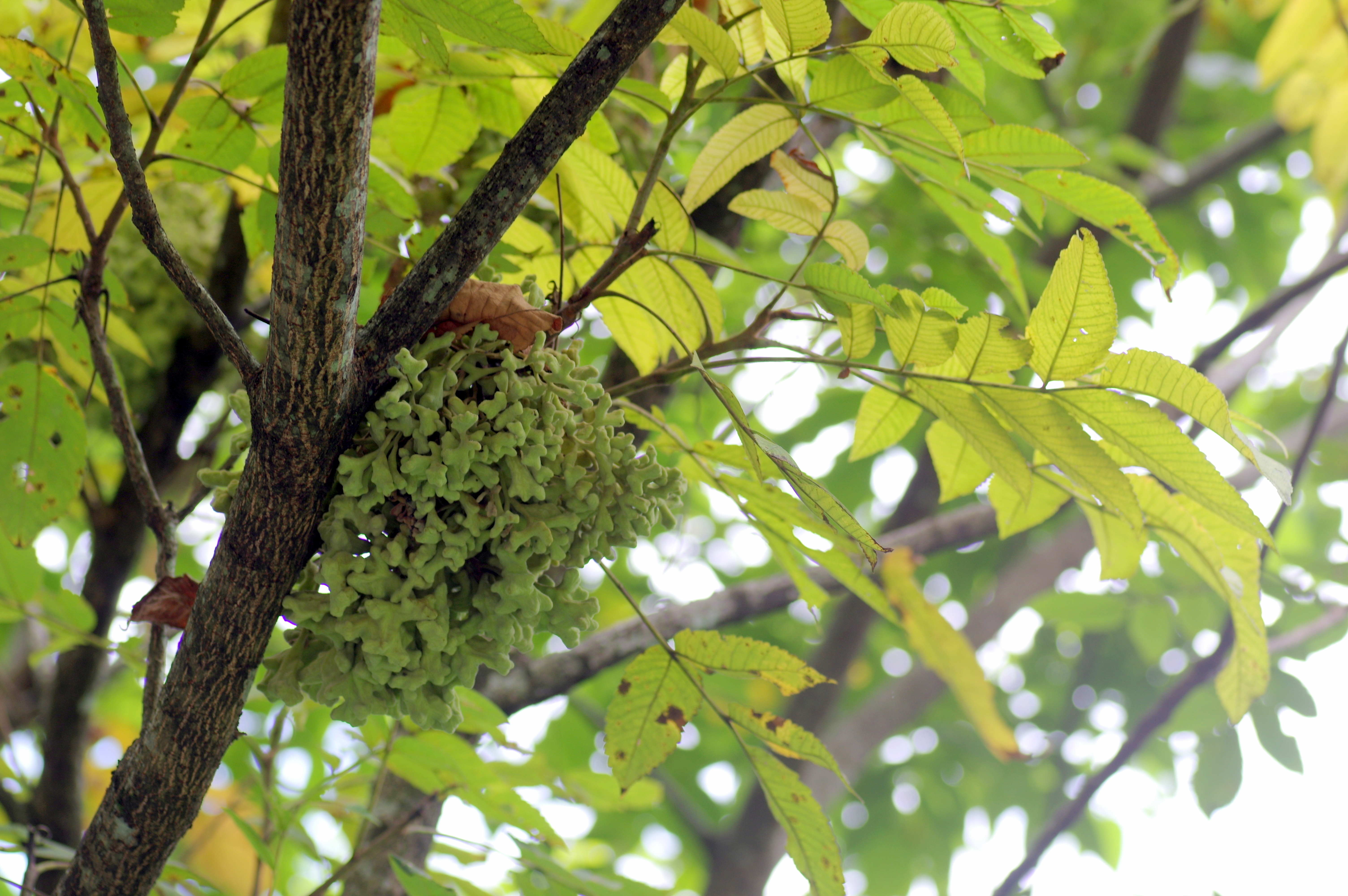
羅氏鹽膚木珊瑚狀蟲癭

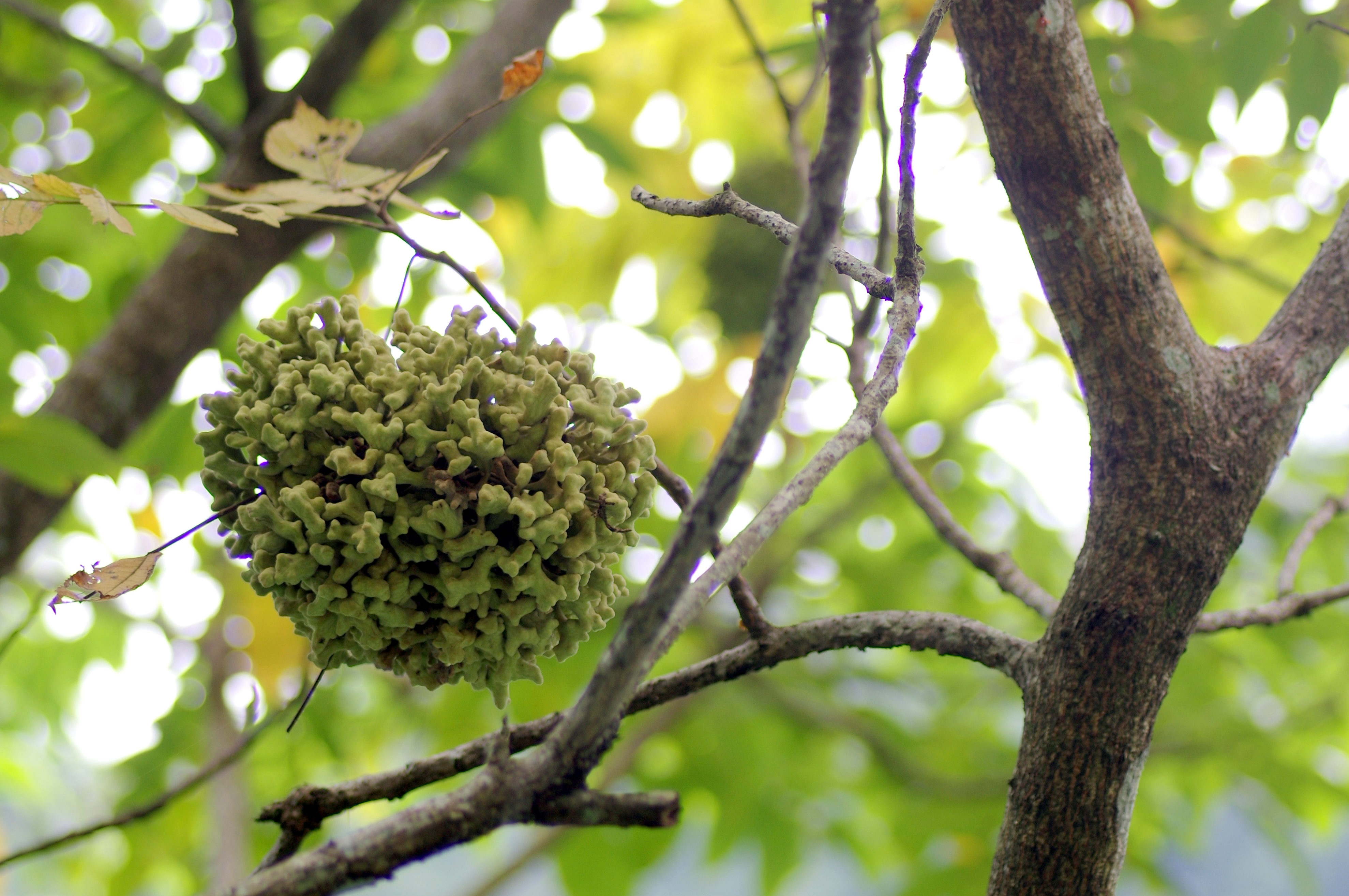
羅氏鹽膚木珊瑚狀蟲癭

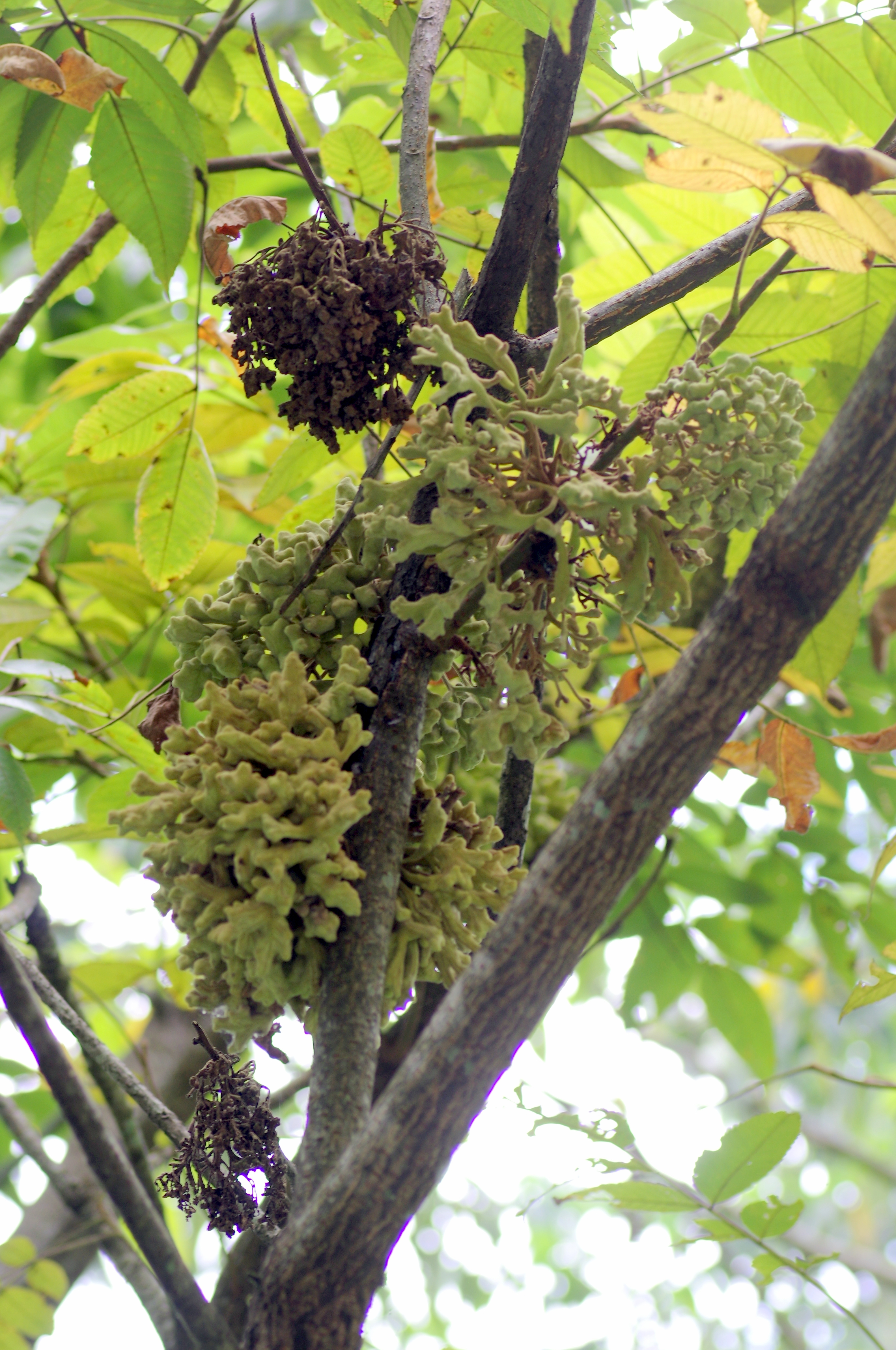
羅氏鹽膚木珊瑚狀蟲癭

## 用途
其植株嫩心嫩葉可食，果核外還有一層薄薄的鹽，嚐之略帶酸鹹味，原住民用為鹽的代用品，果實也是重要的鳥餌食物;幹皮上亦會分泌鹽分，野生動物會舔食以補充生理所需，其名「鹽膚木」即此由來。
本種的幼枝常有倍蚜蟲寄生，導致異常生長，中藥稱此部位為五倍子，富含單寧可供藥用、墨水及鞣皮等用途。

## 藥用
根:消炎解毒、活血散淤、收斂止血。至咽喉炎，咳血，胃痛，痔瘡出血。葉、根皮:外用治毒蛇咬傷，漆瘡，濕疹;樹皮治瘧疾;莖:治糖尿病;果:治咳嗽痰多，盜汗。